# Lorna Shore
Lorna Shore je americká deathcorová skupina z New Jersey založená v roce 2009.
Skupinu v současnosti (2023) tvoří kytaristé Adam De Micco a Andrew O'Connor, bubeník Austin Archey, zpěvák Will Ramos a baskytarista Michael Yager. Od roku 2017 v kapele nezůstal žádný z původních členů. 
Skupina se nejvíce proslavila singlem „To the Hellfire“.

## Historie

### Raná léta, změny v sestavě a žalmy (2009–2015)
Lorna Shore vznikla během prvního čtvrtletí roku 2009 v New Jersey. První EP s názvem Triumph, vydané v roce 2010, neslo metalcore zvuk. Druhé EP Bone Kingdom kapely bylo první, které neslo deathcore zvuk, i když v progresivnějším stylu. Maleficium, třetí EP kapely, vyšlo v prosinci 2013. Videoklip k singlu „Godmaker“ se stal hitem na YouTube.
Lorna Shore následovala vydání Maleficium otevřením Carnifex's Die Without Hope Tour s I Declare War, Betraying the Martyrs a Here Comes the Kraken. Od té doby, než vydali své debutové album, absolvovali turné se skupinami jako The Black Dahlia Murder, Within the Ruins, Archspire, Oceano, Fallujah, Fit for an Autopsy, Rivers of Nihil, Decapitation, Upon a burning body, The Last Ten Seconds of Life a Chelsea Grin. Jejich debutové album Psalms vyšlo 9. června 2015 prostřednictvím Density Records. Album produkoval kytarista Fit for an Autopsy, Will Putney v The Machine Shop.

### Flesh Coffin and Herrera's departure (2016–2017)
21. září 2016 Lorna Shore oznámila, že podepsala smlouvu s Outerloop Records. Skupina vydala 17. února 2017 své druhé studiové album pod názvem Flesh Coffin. Album produkovali Carson Slovak a Grant McFarland z Atrium Audio, kteří jsou známí mimo jiné díky spolupráci s kapelami jako August Burns Red a From Ashes to New. 17. listopadu 2016 vydali singl s názvem „Denounce the Light“. Druhý singl „Fvneral Moon“ byl vydán 13. ledna 2017.
Na začátku roku 2017 oznámil svůj odchod baskytarista a zakládající člen Gary Herrera. 
Flesh Coffin by následně byla poslední verze, která zahrnovala zbývající dva zakládající členy kapely: Tom Barber na vokálech a Gary Herrera na basu.

### Odchod Barbera, Deffleyho, McCreeryho obvinění aImmortal(2018–2020)
Dlouholetý zpěvák Tom Barber potvrdil, že opustil Lornu Shore v dubnu 2018, aby se připojil k Chelsea Grin jako jejich zpěvák, kde nahradil Alexe Koehlera, který odešel dříve v roce. Lorna Shore vydala prohlášení, ve kterém ujistila své fanoušky, že budou pokračovat bez Barbera. CJ McCreery z pittsburské deathcorové kapely Signs of the Swarm byl následně oznámen jako jeho náhrada. Poté, co se McCreery připojil k Lorně Shore, skupina vydala dva singly s názvy "This Is Hell" a "Darkest Spawn". Kapela se připojila k Summer Slaughter Tour jako předkapela Cattle Decapitation, Carnifex, The Faceless a několika dalších.  Na začátku října Lorna Shore oznámila podepsání smlouvy s Century Media Records spolu s oznámením jejich nového alba Immortal. Kapela předskakovala Fit for an Autopsy a Rivers of Nihil od října do listopadu.
Dne 23. prosince 2019 kapela náhle vyhodila McCreeryho poté, co se na jeho jménu objevila obvinění týkající se údajného sexuálního zneužívání. Obvinění začalo, když bývalá milenka McCreeryho začala zveřejňovat příběhy a screenshoty textových zpráv podrobně popisujících urážlivé chování, ke kterému údajně došlo během čtyřletého vztahu. Následně začaly McCreeryho z podobných pochybení obviňovat i některé další ženy. O týden a půl později kapela oznámila zrušení nadcházejícího turné v Asii a že jejich nadcházející album Immortal (které bylo vyvinuto s McCreerym na vokálech) bude odloženo. Nicméně, tato tvrzení byla později stažena. Bylo odhaleno, že album bude vydáno v původně plánovaném datu 31. ledna. 

### …And I Return to Nothingness(2021–2022)
Navzdory situaci se Lorna Shore vydala na turné po Evropě na podporu alba Immortal a jako náhradníka naverbovala zpěváka Willa Ramose (dříve z Monument of a Memory a A Wake in Providence). Veškerá další naplánována turné byla přerušena v důsledku pandemie covidu-19. 5. března 2021 během turné kapela vydala instrumentální edici alba Immortal. 
11. června 2021 se kapela vrátila s novou písní s názvem „To the Hellfire“ a oznámila Willa jako svého nového stálého zpěváka. Will byl původně náhradníkem na turné. Oznámili také detaily ohledně svého nového EP ...And I Return to Nothingness. 
„To the Hellfire“ se pro kapelu stalo virálním úspěchem a dosáhlo vrcholu na 4. místě v Top 10 Spotify Viral Chart. Čtenáři časopisu Revolver ji také zvolili jako „dosud nejlepší píseň roku 2021“, přičemž spisovatel Eli Enis ji označil za „jednu z nejprestižnějších těžkých deathcore písní v nedávné paměti. Tato píseň pokračovala v předběhnutí „Immortal“ která byla nejstreamovanější píseň kapely na Spotify s více než 4 miliony streamů. Byla zvolena Loudwirem jako nejlepší metalová píseň roku 2021. 
EP vyšlo 13. srpna 2021 s pozitivními recenzemi na titulní skladbu. Ricky Aarons píšící pro “Wall of Sound” zhodnotil EP a titulní skladbu slovy: „Kapela pokračuje s epickou jízdou destrukce, ale mírně změní takt způsobem, který připomíná jejich předchozí práci... Technické detaily a rychlost riffy jsou neuvěřitelné. Will opět nepřeskakuje detail v každém textu, který zní... Zvažuje, které řádky končí vysoko nebo nízko a tyto drobné detaily jsou jen „vytvořit nebo zbořit“.  je to spíše o stabilních blast beatech a technickém prvku této úžasné kapely.“ 

### Pain Remains(2022 – současnost)
29. dubna 2022 skupina debutovala novou skladbou „Sun//Eater“ během koncertu z jejich připravovaného plnohodnotného alba s názvem Pain Remains. Píseň spolu s hudebním videem byla oficiálně vydána 13. května. Kromě oznámení alba byl nový singl prvním, na kterém se objevil nový baskytarista Michael Yager, který se ke kapele připojil během nahrávání Pain Remains. 22. června Lorna Shore debutovali svůj druhý singl z jejich nadcházejícího alba s názvem "Into the Earth" s doprovodným hudebním videem. 26. července skupina vydala třetí singl z alba „Cursed to Die“ a také odhalila, že Pain Remains vyjde 14. října. 14. září skupina vydala první část titulní skladby alba s názvem „Pain Remains I: Dancing Like Flames“. 29. září skupina vydala druhou část titulní skladby alba s názvem „Pain Remains II: After All I've Done, I'll Disappear“ spolu s hudebním videem. Hudební video k „Pain Remains III: In a Sea of Fire“ bylo vydáno 14. října 2022, současně s vydáním alba.

## Hudební styl
Hudební styl byl popisován hlavně jako deathcore, blackened death metal, blackened deathcore a symfonický metal. V jejích hudbě jde znát vliv black metalu spolčený se symfonickými prvky. V dřívější tvorbě hodně experimentovali v ostatních stylech a hledali žánr, do kterého by kapela nejvíce sedla. Postupně z metalu dostávali do deathcoru, debutové EP Triumph bylo popsáno jako metalcore, druhé EP Bone Kingdom se posunulo do progresivního deathcore zvuku a jejich debutové album Psalms je označováno spíše jako technické death metalové album s deathcore breakdowny.

## Diskografie

### Studiová alba
- Psalms (2015)
- Flesh Coffin (2017)
- Immortal (2020)
- Pain Remains (2022)
- I Feel the Everblack Festering Within Me (2025)

### EP
- Triumph (2010)
- Bone Kingdom (2012)
- Maleficium (2013)
- And I Return to Nothingness (2021)

## Členové kapely

### Současní členové
- Adam De Micco – kytara
- Andrew O’Connor – kytara
- Austin Archey – bicí
- Michael Yager – baskytara
- Will Ramos – zpěv

### Bývalí členové
- Aaron Brown – kytara (2009–2010)
- Jeff Moskovciak – kytara (2009–2011)
- Scott Cooper – bicí (2009–2012)
- Gary Herrera – baskytara (2009–2017)
- Tom Barber – zpěv (2009–2018)
- Connor Deffley – kytara (2015–2019) a baskytara (2017–2019)
- CJ McCreery – zpěv (2018–2019)